# Hoang Dang-Vu
Hoang Dang-Vu (* 5. Februar 1999 in Berlin) ist ein deutscher Schauspieler.

## Leben
Bei seinem Kinofilmdebüt 2009 spielte Dang-Vu in dem Film Ninja Assassin des Regisseurs James McTeigue mit. Im selben Jahr spielte er in der deutschen Fernseh-Filmkomödie Der Typ, 13 Kinder & ich des Regisseurs Josh Broecker die Rolle des Wang. Nach einer Rolle 2011 in Wickie auf großer Fahrt spielte Dang-Vu in dem Kinofilm Yoko die Rolle des Lhapka unter der Regie von Franziska Buch. Des Weiteren spielte er in Ricky – normal war gestern mit. Die Regie lag bei Kai S. Piek.
Neben mehreren Auftritten in Kinofilmen und einer Filmkomödie fürs Fernsehen spielte Dang-Vu in der Serie Lasko – Die Faust Gottes in der Folge Der Baum der Vorsehung eine der Hauptrollen. Weiterhin war er an Werbeaufnahmen für VW (2007), Münzmann (2009), Alle Kinder sind VIPS (2008) und C&A (2010) beteiligt.

## Filmografie (Auswahl)
- 2009: Ninja Assassin
- 2009: Der Typ, 13 Kinder & ich
- 2010: Lasko – Die Faust Gottes – Der Baum der Vorsehung (Fernsehserie, S2/F7)[2]
- 2011: Wickie auf großer Fahrt
- 2012: Yoko
- 2012: Allein unter Nachbarn (Fernsehfilm)
- 2013: Ricky – normal war gestern
- 2014: Binny und der Geist (Fernsehserie)